# Leninskaja Iskra (obwód kurski)
Leninskaja Iskra (ros. Ленинская Искра) – wieś (ros. село, trb. sieło) w zachodniej Rosji, w sielsowiecie wysokskim rejonu miedwieńskiego w obwodzie kurskim.

## Geografia
Miejscowość położona jest nad Rieutem (lewy dopływ Sejmu), 2,5 km od centrum administracyjnego sielsowietu (Wysokoje), 4 km na zachód od centrum administracyjnego rejonu (Miedwienka), 33,5 km na południowy zachód od Kurska, 6 km od drogi magistralnej (federalnego znaczenia) M2 «Krym».
We wsi znajdują się 143 posesje.
Klimat
Miejscowość, jak i cały rejon, znajduje się w strefie klimatu kontynentalnego z łagodnym ciepłym latem i równomiernie rozłożonymi opadami rocznymi (Dfb w klasyfikacji klimatów Köppena).

## Demografia
W 2010 r. wieś zamieszkiwało 112 osób.